# Рувруа-сюр-Одри
Рувруа́-сюр-Одри́ (фр. Rouvroy-sur-Audry) — коммуна во Франции, находится в регионе Шампань — Арденны. Департамент — Арденны. Входит в состав кантона Рюминьи. Округ коммуны — Шарлевиль-Мезьер.
Код INSEE коммуны — 08370.
Коммуна расположена приблизительно в 190 км к северо-востоку от Парижа, в 95 км севернее Шалон-ан-Шампани, в 16 км к западу от Шарлевиль-Мезьера.

## История
Название Рувруа-сюр-Одри происходит от скального дуба (фр. Chêne rouvre) и реки Одри. В 1967 году Рувруа-сюр-Одри была объединена с Сервьоном (Servion).

## Население
Население коммуны на 2008 год составляло 564 человека.
| 1962 | 1968 | 1975 | 1982 | 1990 | 1999 | 2008 |
| ---- | ---- | ---- | ---- | ---- | ---- | ---- |
| 433  | 475  | 503  | 602  | 537  | 539  | 564  |

## Администрация
| Период | Период | Фамилия      | Партия | Должность |
| ------ | ------ | ------------ | ------ | --------- |
| 1945   | 1977   | Марсель Реми |        |           |
| 1977   | 1995   | Жак Элдер    |        |           |
| 1995   | 2008   | Оливье Мато  |        |           |
| 2008   |        | Клод Тантон  |        |           |

## Экономика
В 2007 году среди 361 человек в трудоспособном возрасте (15—64 лет) 252 были экономически активными, 109 — неактивными (показатель активности — 69,8 %, в 1999 году было 70,6 %). Из 252 активных работали 222 человека (135 мужчин и 87 женщин), безработных было 30 (13 мужчин и 17 женщин). Среди 109 неактивных 23 человека были учениками или студентами, 31 — пенсионерами, 55 были неактивными по другим причинам.

## Достопримечательности
- Церковь Сент-Этьен[фр.] (XVI век). Исторический памятник с 1981 года.[3]

## Фотогалерея
- Мэрия
- Церковь Сент-Этьен
- Памятник погибшим в Первой мировой войне
- Въезд в Рувруа-сюр-Одри